# 5beta-colestano-3alfa,7alfa-diolo 12alfa-idrossilasi
La 5beta-colestano-3alfa,7alfa-diolo 12alfa-idrossilasi è un enzima appartenente alla classe delle ossidoreduttasi, che catalizza la seguente reazione:
5β-colestano-3α,7α-diolo + NADPH + H+ + O2 ⇄ 5β-colestano-3α,7α,12α-triolo + NADP+ + H2O
L'enzima è una proteina eme-tiolata (P-450). Questo è l'enzima chiave per la biosintesi dell'acido biliare, acido colico (acido 3α,7α,12α-triidrossi-5β-colanoico). L'attività di questo enzima determina la resa biosintetica dell'acido colico rispetto a quello chenodeossicolico. L'enzima è in grado anche di idrossilare il substrato nelle posizioni 25 e 26, ma con risultato peggiore.